# Mansun
Mansun – angielski zespół grający muzykę brit pop z silnymi wpływami rocka progresywnego.

## Historia
Grupa założona została w 1995 r. w Chester (hrabstwo Cheshire) w Wielkiej Brytanii przez Paula Drapera i Dominika Chada. Początkowo działała pod nazwą Manson (od nazwiska Charlesa Mansona, choć panuje opinia, że zaczerpnięta została od tytułu jednej z piosenek The Verve, "A Man Called Sun"), lecz została zmuszona zmienić ją ze względu na prawa autorskie. Zespół nigdy nie zdobył takiego statusu jak inne britpopowe grupy lat dziewięćdziesiątych, nie jest tak rozpoznawalny, można by rzec, że wręcz zapomniany. Niemniej jednak to ich debiutowi, "Attack of the Grey Lattern", udało się w 1997 roku zepchnąć ze szczytu brytyjskich list przebojów album grupy Blur.

## Skład
- Paul Draper – śpiew, gitara rytmiczna, instrumenty klawiszowe, gitara akustyczna
- Dominic Chad – gitara prowadząca, śpiew, instrumenty klawiszowe
- Stove King – gitara basowa
- Andie Rathbone – perkusja

## Dyskografia

### Albumy studyjne
- Attack of the Grey Lantern (1997)
- Six (1998)
- Little Kix (2000)

### Kompilacje
- Kleptomania (2004)
- Legacy: The Best of Mansun (2006)

### EP
- One EP: Egg Shaped Fred (1996)
- Two EP: Take It Easy Chicken (1996)
- Three EP: Stripper Vicar (1996)
- Four EP: Wide Open Space (1996)
- Five EP: She Makes My Nose Bleed (1997)
- Six EP: Taxlo$$ (1997)
- Seven EP: Closed for Business (1997)
- Eight EP: Legacy (1998)
- Nine EP: Being a Girl (Part One) (1998)
- Ten EP: Negative (1998)
- Eleven EP: Six (1999)
- Twelve EP: I Can Only Disappoint U (2000)
- Thirteen EP: Electric Man (2000)
- Fourteen EP: Fool (2001)

### Single
- Take It Easy Chicken (1995)
- Skin Up Pin Up (1995)
- Slipping Away (2004)